# Dragons 2
Ne doit pas être confondu avec le véhicule spatial Dragon 2.
Série Dragons
Dragons
(2010) Dragons 3 : Le Monde caché
(2019)
Pour plus de détails, voir Fiche technique et Distribution.
Dragons 2 (How to Train Your Dragon 2) est un film d'animation américain réalisé par Dean DeBlois et sorti en 2014. Ce film est la suite de Dragons, sorti en 2010 et est suivi par Dragons 3 : Le Monde caché en 2019.

## Synopsis
Cinq ans après la libération des dragons de Beurk et le début de la cohabitation entre humains et dragons, les courses auxquelles se livrent Astrid, Harold et le reste de la bande à dos de dragons sont devenues populaires dans le village. Harold, quant à lui, a inventé une combinaison qui lui permet de planer de façon autonome.
Au cours d'un vol d'exploration, Harold et Krokmou vont découvrir, en compagnie d'Astrid, un village dévasté par une sorte de violent orage de glace, devenu depuis un refuge de trappeurs de dragons. Ceux-ci, en plein désarroi, pensent qu'Harold et Astrid sont les « voleurs de dragons » qui les ont attaqués, et capturent Tempête, le dragon d'Astrid. Leur chef se présente comme « Erett, fils d'Erett ». Harold et Astrid réussissent à fuir et retournent à Beurk. Harold, qui a beaucoup de mal à engager des conversations sérieuses avec son père qui voudrait le voir comme son successeur à la tête du village, tente de lui parler d'Erett et de son chef Drago Poinsanklant, qui viendra tôt ou tard détruire Beurk, selon les dires d'Erett. Stoïck ayant connu Drago par le passé, il ordonne au village de faire rentrer tout le monde et bloque tous les accès. Harold est persuadé qu'il peut raisonner Drago Poinsanklant et, avec Krokmou, ils parviennent à sortir au dernier moment par surprise, suivi de près par Astrid et son dragon. 
Ils rejoignent le bateau des trappeurs et se rendent, afin qu'Erett les conduise à Drago. Ils sont retrouvés par leurs amis et Stoïck, qui explique quel genre d'homme est Drago. 
Il y a plusieurs années, une réunion de chefs vikings a eu lieu pour décider de ce qu'ils allaient faire avec les dragons, c'est alors qu'un homme marqué de cicatrices, à la peau sombre, aux longs cheveux noirs et drapé d'une cape en peau de dragon s'est présenté à eux. Il a dit être surnommé Drago Poinsanklant et venir d'une contrée si éloignée que personne ne la connaissait. Prétendant être le seul à pouvoir contrôler les dragons, il a proposé son aide aux chefs s'ils se prosternaient devant lui sur le champ. Tous les chefs lui ont rit au nez ; Drago est alors sorti de la salle de réunion furieux et a provoqué, avec l'aide de dragons en armure, un véritable déluge de flammes. L'ensemble des chefs viking est tué sur le coup, et seul Stoïck est parvenu à sortir à temps. Malgré ce récit, Harold s'obstine et veut aller voir Drago pour tenter de le raisonner, et ce, même si son père s'y oppose fermement. Harold repart avec Krokmou, tandis qu'Astrid reçoit l'ordre de ramener les autres jeunes au village. 
En vol à la recherche de Drago, Harold aperçoit un aileron de dragon, puis un étrange individu habillé tout en bleu, avec une armure, un masque et un grand bâton. Il se retrouve kidnappé par les dragons de ce mystérieux dragonnier. Krokmou, perd l'équilibre et plonge dans la mer où il risque de se noyer, ne sachant pas nager.  Harold est déposé dans une grotte en compagnie d'une multitude de dragons sauvages. Le mystérieux individu se rapproche de lui, et sur son ordre, un dragon ramène Krokmou en vie. Le dragonnier, étonné qu'Harold maîtrise un Furie Nocturne, va s'approcher du jeune dragon, lequel est très protecteur envers son humain, et, sans le toucher, le plonge en transe. Le mystérieux personnage s'intéresse ensuite à Harold, et remarque sa cicatrice sur le côté droit du menton. L'individu enlève son masque, c'est une femme, brune, un peu âgée, qui avoue être la mère du jeune viking. 
Harold découvre donc que sa mère n'est pas morte dévorée par les dragons, comme le pensait Stoick et ses amis dans le premier volet. Enlevée vingt ans auparavant par celui qui deviendra Jumper, son plus fidèle dragon (Foudroyant), Valka a passé le reste de sa vie à s'occuper des dragons et à les étudier pour les réconcilier avec les humains. Elle lui fait visiter son refuge et Harold rencontre le dragon Alpha du nid, un cracheur de glace qui, grâce à ses antennes, sa force et sa volonté, donne des ordres à tous les dragons du nid excepté les bébés, qui n'écoutent personne. Sa mère commence alors à lui dévoiler les secrets des dragons, notamment comment permettre à Krokmou de négocier ses virages serrés lorsque Harold ne le monte pas grâce à ses épines dorsales.
Pendant ce temps, Astrid et le reste de la bande enlèvent Erett et le forcent à les conduire au repaire de Drago, où ils sont capturés avec leurs dragons. Sur le vaisseau amiral de la flotte de Drago, Krochfer (le Cauchemar Monstrueux) de Rustik se rebelle, mais Drago parvient, au moyens de cris bestiaux et de gestes tournoyants, à soumettre le dragon à sa volonté. C'est alors qu'il se rend compte que les dragons sont montés et quand il interroge Erett pour avoir plus de détails, Astrid commet une terrible erreur. Elle révèle que c'est toute l'île de Beurk qui monte des dragons et qu'Harold monte un Furie Nocturne. Drago ordonne alors à la Flotte de partir immédiatement en direction du nid du cracheur de glace. Alors qu'ils sont sur le point d'être exécutés, Erett étant passé de leur côté (Tempête l'a sauvé) les sauve et les mène jusqu'à leurs dragons auprès desquels ils se cachent.
Au nid des dragons, Harold est retrouvé par son père et Gueulfor qui tentent de le ramener discrètement à Beurk. Mais ils tombent sur Valka, qui redoute plus que tout la réaction de Stoïck. Ils ont tout juste le temps de se retrouver dans la joie que le nid de dragon rentre en alerte. En effet, Drago et son armée commencent leur offensive.
Le combat tourne en faveur des dragonniers, notamment lorsqu'Astrid et la bande des Vikings auxquels s'est joint Erett frappent l'armée ennemie par-derrière. Mais Drago a encore un atout dans sa manche, il contrôle un autre dragon alpha cracheur de glace. Cet alpha parvient à tuer celui de Valka facilement. Harold tente alors de raisonner Drago, mais il refuse toute argumentation et fait appel à son Alpha, qui hypnotise Krokmou, incapable de lui résister et l'ordonne de tuer Harold. Stoïck intervient juste à temps et sauve son fils au prix de sa vie. 
Lorsque Harold prend pleinement conscience de la mort de son père, il rejette Krokmou temporairement coupé du contrôle du dragon alpha qu'il en croit responsable. Malheureusement Harold se rend compte trop tard que Krokmou n'y est pour rien et Drago s'empare alors de lui et se dirige sur Beurk.
Pendant la cérémonie funéraire de Stoïck, Harold, profondément atteint, retrouve son courage et élabore un plan pour sauver son village et vaincre Drago.
Il décide de retourner à Beurk sur le dos des bébés dragons, qui n'ont pas suivi l'Alpha et Drago car ils ne sont pas atteints par son contrôle mental. Il s'approche alors de Krokmou et parvient à l'arracher au contrôle de l'Alpha en s'excusant de l'avoir rejeté et ça marche. l'Alpha tente de tuer Harold en lui crachant une vague de glace, mais Krokmou s'interpose. Tous les habitants les croient morts, ce qui affecte énormément Valka, Astrid et Gueulfor. Puis, soudainement, une lueur bleue émane du bloc de glace. La mère d'Harold, qui était désespérée, recule rapidement quand la mystérieuse lumière dégagée devient de plus en plus forte. La lumière s'intensifie tellement que cette dernière fait exploser le bloc de glace, révélant Krokmou avec la colonne vertébrale dégageant le même type de phosphorescence. Poussant alors un rugissement de fureur à l'Alpha, il regarde Harold pour s'assurer de son état, puis se rue vers le dragon géant, siffle de rage et lui adresse un regard de tueur. L'Alpha, guère impressionné, rugit en retour pour oser le défier. Le Furie Nocturne se met alors à lui cracher au visage des tirs plasma d'une puissance impressionnante, ce qui perturbe le contrôle du dragon géant sur les autres dragons. Krokmou leur fait alors signe de le rejoindre et ils quittent l'Alpha pour se ranger aux côtés du Furie Nocturne. Drago, sentant la situation lui échapper, ordonne à son Alpha de retourner à l’assaut, mais ce dernier est trop dérouté pour pouvoir lui obéir. Harold décide alors de tenter une ultime occasion de raisonner son adversaire. Refusant une fois de plus, Drago ordonne à l'Alpha de massacrer Krokmou mais ce dernier est déboussolé. Krokmou ordonne à ses camarades dragons de se préparer, puis crache une boule de feu sur le front de l'Alpha. C'était le signal pour les autres dragons de bombarder l'Alpha. Au cours de la pluie de boules de feu qui s'ensuit, Drago perd son bras de fer et son Alpha est épuisé et fulminant. Krokmou lui crache alors un tir plasma final, d'une puissance tellement dévastatrice qu'une de ses défenses tombe sur le sol. L'Alpha ayant eu son compte, il recule d'un pas pour regarder Krokmou, apeuré et honteux. Krokmou le gratifiant d'un long rugissement sinistre, l'Alpha plonge alors dans la mer, emportant Drago avec lui, qui meurt noyé. Le peuple hurle de joie et tout le monde retrouve son dragon. Erett est accepté dans le clan quand l'ancien dragon de Stoïck (Cornebrute), Crânecrusher, semble le souhaiter comme propriétaire. Harold embrasse Astrid et accepte finalement son rôle de chef du village qu'il rejetait quand son père était encore en vie. Leur belle vie d'avant reprend, le film se finissant sur une victoire d'Harold à la course de dragons.

## Fiche technique
- Titre original : How to Train Your Dragon 2
- Réalisation : Dean DeBlois
- Scénario : Dean DeBlois, d'après l’œuvre de Cressida Cowell
- Musique : John Powell
- Montage : Jabari Phillips
- Production : Bonnie Arnold
  - Production exécutive : Chris Sanders et Dean DeBlois
  - Coproduction : Michael A. Connolly
- Sociétés de production : DreamWorks Animation
- Société de distribution : 20th Century Fox
- Pays de production :  États-Unis
- Langue originale : anglais
- Durée : 102 minutes
- Dates de sortie :
- France : 16 mai 2014 (festival de Cannes 2014) ; 2 juillet 2014 (sortie nationale)
  - États-Unis : 13 juin 2014
  - Belgique : 2 juillet 2014

## Distribution

### Version originale
- Jay Baruchel : Hiccup Horrendous Haddock III
- Cate Blanchett : Valka
- Gerard Butler : Stoick la Brute
- Craig Ferguson : Gobber le Burp
- America Ferrera : Astrid Hofferson
- Christopher Mintz-Plasse : Fishlegs
- Jonah Hill : Snotlout Jorgenson
- T. J. Miller : Tuffnut Thorston
- Kristen Wiig : Ruffnut Thorston
- Djimon Hounsou : Drago Bludvist
- Kit Harington : Eret, fils d'Eret
- Kieron Elliott : Hoark
- Gideon Emery : Teeny

### Voix françaises
- Donald Reignoux : Harold Horrib' Haddock III
- Isabelle Gardien : Valka, la mère d'Harold
- Emmanuel Jacomy : Stoïck la brute
- Julien Kramer : Gueulfor
- Nathanel Alimi : Varek Ingerman
- Émilie Rault : Kognedur Thorston
- Arthur Pestel : Rustik Jorgenson
- Florine Orphelin : Astrid Hofferson
- Pascal Grull : Kranedur Thorston
- Frantz Confiac : Drago Poinsanklant
- Jim Redler : Erett, fils d'Erett

Doublage réalisé par la société de doublage Dubbing Brothers, sous la direction artistique de Julien Kramer.

### Voix québécoises
- Xavier Dolan : Harold
- Anne Dorval : Valka
- Sylvain Hétu : Stoick
- Geneviève Déry : Astrid
- Carl Béchard : Gueulfor
- Olivier Visentin : Morvik
- Sébastien Reding : Bâtonnets
- Marie-Ève Soulard La Ferrière : Kognedur
- Laurent-Christophe De Ruelle : Kranedur
- Pierre Auger : Drago
- Frédéric Paquet : Eret, fils d'Eret

Doublage réalisé par le studio Cinélume et dirigé par Olivier Reichenbach

## Accueil

### Accueil critique
Sur l'agrégateur américain Rotten Tomatoes, le film récolte 91 % d'opinions favorables pour 181 critiques. Sur Metacritic, il obtient une note moyenne de 76⁄100 pour 44 critiques.
En France, le site Allociné propose une note moyenne de 4⁄5 à partir de l'interprétation de critiques provenant de 31 titres de presse.
Sa note moyenne sur Allociné est de 4,4/5 pour un peu plus de mille internautes votants (au 5 juillet 2014).

### Box-office
| Pays ou région | Box-office        | Date d'arrêt du box-office | Nombre de semaines |
| -------------- | ----------------- | -------------------------- | ------------------ |
| États-Unis     | 174 093 488 $,    | 2 septembre 2014           | 10                 |
| France         | 3 283 015 entrées | 2 septembre 2014           | 9                  |
| Monde          | 618 795 281 $     | 2 septembre 2014           | -                  |

- Budget du film : 145 000 000 $[7]

En France, le film réalise le 1er meilleur démarrage de 2014 pour les premières séances parisiennes avec 7520 entrées

## Distinctions

### Récompenses
- National Board of Review Awards 2014 : meilleur film d'animation
- Golden Globes 2015 : meilleur film d'animation

### Nominations et sélections
- Festival de Cannes 2014 : sélection hors compétition
- Festival du film de Sydney 2014
- Toronto Film Critics Association Awards 2014 : meilleur film d'animation

- Critics' Choice Movie Awards 2015 : meilleur film d'animation
- Oscars du cinéma 2015 : meilleur film d'animation
- Satellite Awards 2015 : meilleur film d'animation

## Suite
Le réalisateur conçoit Dragons comme une trilogie. Dragons 3 : Le Monde caché, initialement annoncé pour 2017, a été d'abord reculé à 2018, puis à 2019.